# Canadian Tire
Canadian Tire Corporation, Limited er en canadisk detailhandelskoncern, som har detailhandel indenfor bil, udstyr, sport, fritid og bolig. De canadiske datterselskaber inkluderer: Canadian Tire (inklusive Canadian Tire Petroleum tankstationer og Canadian Tire Bank), Mark's, FGL Sports (inklusive Sport Chek og Sports Experts), PartSource og den canadiske del af Party City. Canadian Tire opkøbte norske Helly Hansen fra Ontario Teachers' Pension Plan i 2018.
Virksomheden blev etableret i 1922 i Toronto.